# Ahad Ha'am
Asher Zvi Hirsch Ginsberg, känd under pseudonymen Ahad Ha'am (hebreiska: אחד העם, bokstavligen ”en av folket”, Första Moseboken 26:10), född 18 augusti 1856 i Kiev, Kejsardömet Ryssland, död 2 januari 1927 i Tel Aviv, Brittiska Palestinamandatet, var en ryskfödd judisk författare.
Ginsberg var den tidiga sionismens främste ideolog. Han var medlem i Hoveve Sion ("De som älskar Sion") i Odessa och grundade 1896 tidskriften Ha-Shiloah. I sin roman Al parashat derakhim ('Vid korsvägarna', 1896–1925) analyserade han tendenser i judisk nationell återfödelse och hävdade, i opposition mot Theodor Herzls politiska sionism, att Israels land skulle tjäna som andligt centrum för diasporan. Flera av hans verk översattes till engelska.